# Inazuma Eleven 3
Inazuma Eleven 3: Kettenblitz und Inazuma Eleven 3: Explosion (japanisch イナズマイレブン３　世界への挑戦！！, Inazuma Irebun Surī Sekai e no Chōsen!!) ist die Fortsetzung von Inazuma Eleven 2: Eissturm und Inazuma Eleven 2: Feuersturm (japanisch イナズマイレブン２ 脅威の侵略者, Inazuma Irebun 2: Kyoui no Shinryakusha). Es ist ein japanisches Computerspiel des Entwicklers Level-5. Im Rollenspiel geht es um eine Fußballmannschaft, die von einem jungen Torwart angeführt wird. Die Spiele wurden als Manga und Anime adaptiert, die in das Sport-Genre einzuordnen sind.

## Inhalt
Das Football Frontier International steht an und es werden die besten Spieler aus ganz Japan zusammengerufen, um eine Nationalmannschaft, die Inazuma Japan, zu kreieren.

## Spielmechanik
Der Spieler kann zum einen in der Rolle Mark Evans neue Spieler und Gegner sowie nützliche Items ausfindig machen und dabei die Mannschaft zusammenstellen und ausrüsten. Dabei stehen etwa 1000 spielbare Charaktere zur Auswahl. Zum anderen kann der Spieler die Fußballspiele gegen andere Mannschaften austragen und dabei seine Spieler anordnen und steuern. Dabei können auch besondere Fähigkeiten der Spieler genutzt werden.

## Veröffentlichung
Das von Level-5 für Nintendo DS entwickelte Spiel wurde am 1. Juli 2010 von derselben Firma in Japan veröffentlicht. Nintendo brachte das Spiel am 27. September 2013 für den Nintendo 3DS in Europa heraus.

## Inazuma Eleven 3: Team Oger greift an!
Die Hauptgeschichte des Spiels bleibt gleich, jedoch gibt es einen neuen Spielabschnitt, in dem man mithilfe des neu eingeführten Charakters, Canon Evans, Team Oger aufhalten muss, bevor sie den Fußball auslöschen. Dazu gibt es neue Filmsequenzen und Orte, die man besuchen kann, die zu diesem brandneuen Spielabschnitt gehören.

## Synchronisation
| Rolle                   | Rolle                 | Japanischer Sprecher (Seiyū) | Deutscher Sprecher       |
| Japanisch               | Deutsch               | Japanischer Sprecher (Seiyū) | Deutscher Sprecher       |
| ----------------------- | --------------------- | ---------------------------- | ------------------------ |
| Mamoru Endō             | Mark Evans            | Junko Takeuchi               | Philipp Zieschang        |
| Shūya Gōenji            | Axel Blaze            | Hirofumi Nojima              | Rainer Fritzsche         |
| Yūto Kidō               | Jude Sharp            | Hiroyuki Yoshino             | Konstantin Seidenstücker |
| Kanon Endō              | Canon Evans           | Junko Takeuchi               | Leonard Pfeiffer         |
| Badappu Surīdo          | Bash Lancer           | Hiroshi Kamiya               | Rainer Fritzsche         |
| Ichirōta Kazemaru       | Nathan Swift          | Yuka Nishigaki               | Dirk Petrick             |
| Heigorō Kabeyama        | Jack Wallside         | Tano Megumi                  | Konstantin Seidenstücker |
| Shirō Fubuki            | Shawn Froste          | Mamoru Miyano                | Leonard Pfeiffer         |
| Seiya Tobitaka          | Archer Hawkins        | Nobuya Mine                  | Michael Hülsmann         |
| Toramaru Utsunomiya     | Austin Hobbes         | Rie Kugimiya                 | Dirk Petrick             |
| Hiroto Kiyama           | Xavier Foster         | Takahira Mizushima           | Ilja Köster              |
| Ryūji Midorikawa        | Jordan Greenway       | Yuuki Kodaira                | Michael Hülsmann         |
| Jōsuke Tsunami          | Hurley Kane           | Shuuhei Sakaguchi            | Matthias Scherwenikas    |
| Teppei Kurimatsu        | Tod Ironside          | Miho Hino                    | Konstantin Seidenstücker |
| Akio Fudō               | Caleb Stonewall       | Yuki Kaji                    | Leonard Pfeiffer         |
| Raiden Hijikata         | Thor Stoutberg        | Yakkun Sakurazuka            | Peter Becker             |
| Jirō Sakuma             | David Samford         | Tano Megumi                  | Ilja Köster              |
| Ryūgo Someoka           | Kevin Dragonfly       | Yasuyuki Kase                | Rainer Fritzsche         |
| Yūki Tachimukai         | Darren LaChance       | Shinnosuke Tachibana         | Leonard Pfeiffer         |
| Rokoko Urupa            | Hector Helio          | Yuki Kaida                   | Ilja Köster              |
| Fidio Arudena           | Paolo Bianchi         | Hiro Shimono                 | Ilja Köster              |
| Edogā Baruchinasu       | Edgar Partinus        | Tomokazu Sugita              | Fabian Görres            |
| Mark Kruger             | Mark Krueger          | Yuuichi Nakamura             | Dirk Petrick             |
| Diran Kisu              | Dylan Keats           | Chihiro Suzuki               | Leonard Pfeiffer         |
| Kazuya Ichinose         | Erik Eagle            | Yūki Kaji                    | Konstantin Seidenstücker |
| Asuka Domon             | Bobby Shearer         | Jun Konno                    | Matthias Horn            |
| Makku Ronijo            | Mac Robingo           | Shuuhei Sakaguchi            | Ilja Köster              |
| Aki Kino                | Silvia Woods          | Fumiko Orikasa               | Jennifer Weiß            |
| Haruna Otonashi         | Celia Hills           | Hinako Sasaki                | Anita Hopt               |
| Natsumi Raimon          | Nelly Raimon          | Sanae Kobayashi              | Anita Hopt               |
| Fuyuka Kudou            | Camellia Travis       | Haruka Tomatsu               | Jennifer Weiß            |
| Kakeru Megane           | William „Willy“ Glass | Nanae Katou                  | Ilja Köster              |
| Tōko Zaizen             | Victoria Vanguard     | Ayahi Takagaki               | Sophia Längert           |
| Rika Urabe              | Suzette Hartland      | Fujiko Takimoto              | Sophia Längert           |
| Daisuke Endō            | David Evans           | Yuzuru Fujimoto              | Matthias Scherwenikas    |
| Michiya Kudou           | Percival Travis       | Hiroki Touchi                | Fabian Görres            |
| Seigō Hibiki            | Seymour Hillman       | Kinryū Arimoto               | Thomas Arnold            |
| Reiji Kageyama          | Ray Dark              | Seiji Sasaki                 | Thomas Arnold            |
| Osamu Saginuma          | Dave Quagmire         | Takashi Hikida               | Matthias Scherwenikas    |
| Hitomiko Kira           | Aquilina Schiller     | Junko Kitanishi              | Marianne Graffam         |
| Ayumu „Shōrin“ Shōrinji | Tim „Timmy“ Sanders   | Masako Jō                    | Matthias Scherwenikas    |

## Rezeption
Das Spiel erhielt überwiegend positive Kritiken. Thomas Whitehead von Nintendo Life lobte das beeindruckende Designniveau, fügte jedoch hinzu, dass der Spielwert nicht ausreicht, um ein Upgrade zu rechtfertigen. Alle drei Versionen des Spiels wurden in der ersten Verkaufswoche über eine halbe Million Exemplare verkauft.